# Nemečky
Nemečky (Hongaars: Nemecske) is een Slowaakse gemeente in de regio Nitra, en maakt deel uit van het district Topoľčany.
Nemečky telt 312 inwoners.